# Larry Gaab
Larry Matthew Gaab (* 1950) ist ein US-amerikanischer Komponist.
Der Großteil der Kompositionen Gaabs, die er in seinem Studio in Chico/Kalifornien produziert, sind für Tonband oder Kombinationen akustischer und elektroakustischer Instrumente geschrieben. Sie verbinden komponierte Teile mit Improvisationen und sind stilistisch ebenso von der westeuropäischen Avantgardemusik geprägt wie von traditioneller Musik Indiens, Afrikas und des Mittleren Ostens.

## Diskographie
- The Mask of Promise
- Peripheral Visions
- History All at Once
- Morphosis
- Resurrections